# جيف فيلدز
جيف فيلدز (بالإنجليزية: Jeff Fields)‏ هو لاعب كرة قدم أمريكية أمريكي، ولد في 3 يوليو 1967 في جاكسون في الولايات المتحدة.

## وصلات خارجية
- جيف فيلدز على موقع مرجع كرة القدم المحترفة.كوم (الإنجليزية)